# Annie Delorie

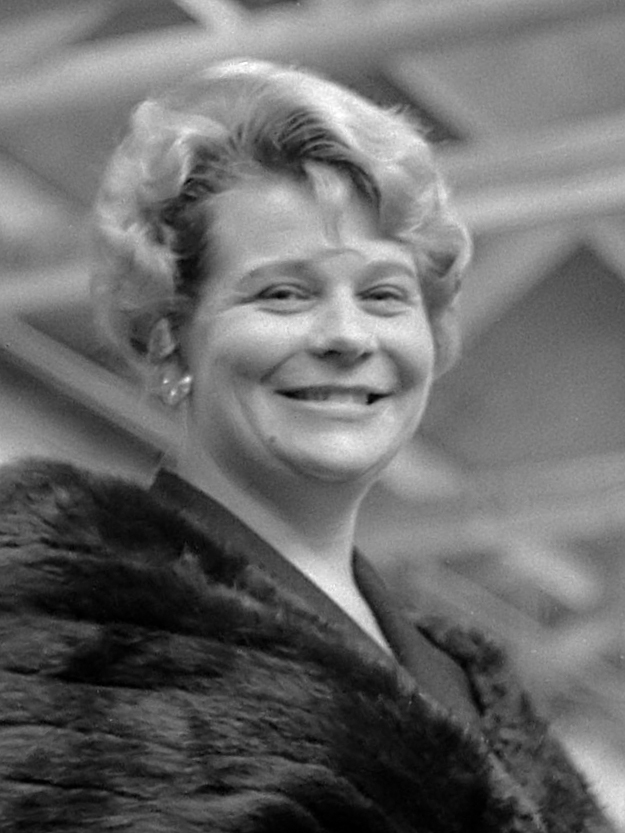
Annie Delorie (1961)

Anny (Annie) Delorie, geboren als Anna van Dam (Amsterdam, 17 januari 1925 – Bovenkarspel, 19 november 2009), was een Nederlandse altzangeres.
Nadat haar moeder, Sjolina de Jong (1897-1927), was overleden, werd Annie geplaatst bij het echtpaar Delorie-de Jong. Antje Delorie-de Jong (1885-1943) was een zus van haar moeder. Vandaar de achternaam Delorie. Anny ging na de lagere school eerst naar de modevakschool. Een zanglerares merkte dat Anny Delorie talent voor zang had. Maar aangezien er tijdens de oorlogsjaren andere zaken aan de orde waren ging zij in 1940 als 15-jarige op kantoor werken bij Nedlloyd.
Na dat kantoorbaantje ging zij toch liever verder werken aan een zangcarrière. Na een eerste jaar op de Muziekschool kreeg zij een beurs en ging zij naar het Amsterdams Conservatorium waar zij de algemene opleiding volgde en daar het vak van zangeres leerde.
Na haar studie trad Anny Delorie op als lied- en oratoriumzangeres en was werkzaam bij het Amsterdams Vocaal Ensemble. In 1949 nam zij deel aan een Internationaal Vocalisten Concours te Den Haag. Zij was ook lid van Zanglust, het gemengd en kinderkoor van Willem Hespe geworden. In februari 1961 trad zij – als bekend geworden zangeres – met ditzelfde kinderkoor op in Amsterdam, toen Willem Hespe 85 jaar werd.
Haar debuut bij de Nederlandse Opera maakte ze in het seizoen 1950-1951 met de rol van Rosette in de opera Manon van Jules Massenet. Haar laatste optreden was in de rol van Ulrica in het seizoen 1969-1970 in Verdi's Un ballo in maschera.
In de jaren '50 en '60 trad zij regelmatig op in Londen, Berlijn en Keulen en diverse andere Europese operacentra.
Zij zong vrijwel alle grote rollen voor alt en mezzosopraan en vierde grote triomfen in werken van Verdi en Wagner.
Anny Delorie trouwde op 27 februari 1961 met Levie Biloen (1912-1965), eerste violist bij het Amsterdamse Koninklijk Concertgebouworkest. Zij kregen een zoon.
- Biblioteca Nacional de España: XX5019242
- Bibliothèque nationale de France: cb139408485 (data)
- Gemeinsame Normdatei: 135365627
- International Standard Name Identifier: 0000 0001 0655 1530
- Library of Congress Control Number: no89000483
- MusicBrainz: 99411e11-7b40-4dbf-9309-217cbb9e8509
- Système universitaire de documentation: 161492363
- Virtual International Authority File: 80137012
- WorldCat: E39PBJy8tck3YrMGtWXvpqPYT3